# Copa Catalana de rugbi masculina
La Copa Catalana de rugbi masculina és una competició esportiva de clubs catalans de rugbi masculina de caràcter anual, organitzada per la Federació Catalana de Rugbi.

## Historial
A partir del 1975 la Federació Catalana crea la Copa Catalana, que ve a ser la manera de recuperar el Campionat de Catalunya, com a tal, ja que poden jugar tots els clubs de totes les categories i s'aprofiten els forats del calendari de les competicions estatals i s'omple amb la Copa Catalana. Juguen els equips punters i no tan punters i es converteix en un trofeu desitjat per tots els clubs. Al llarg d'aquests més de 30 anys de competició, la competició ha patit diferents canvis d'estructura i de composició, i ha tingut èpoques daurades i anys que per calendari o situació ha quedat una mica devaluada, però no ha fallat mai al calendari de la FCR i és el trofeu amb més importància en el calendari català.
| Edició | Temp.   | Data       | Campió              | Resultat | Subcampió              | Seu                            | refs  |
| ------ | ------- | ---------- | ------------------- | -------- | ---------------------- | ------------------------------ | ----- |
|        | 1974-75 |            | RC Cornellà         |          | VPC Andorra Rugbi      |                                | [ 1 ] |
|        | 1975-76 |            | VPC Andorra Rugbi   |          |                        |                                |       |
|        | 1976-77 |            | VPC Andorra Rugbi   |          | FC Barcelona           |                                |       |
|        | 1977-78 |            | VPC Andorra Rgubi   |          |                        |                                |       |
|        | 1978-79 |            | RC Cornellà         |          | FC Barcelona           |                                | [ 1 ] |
|        | 1979-80 |            | RC Cornellà         |          | FC Barcelona           |                                | [ 1 ] |
|        | 1980-81 |            | RC Cornellà         | 24-6     | UE Santboiana          |                                | [ 1 ] |
|        | 1981-82 |            | FC Barcelona        |          | BUC                    |                                |       |
|        | 1982-83 |            | UE Santboiana       |          | FC Barcelona           |                                |       |
|        | 1983-84 |            | UE Santboiana       |          | RC Cornellà            |                                | [ 2 ] |
|        | 1984-85 |            | UE Santboiana       |          | RC Cornellà            |                                |       |
|        | 1985-86 |            | CR Bonanova         |          | CN Montjuïc            |                                |       |
|        | 1986-87 |            | UE Santboiana ONCE  |          | CN Barcelona           |                                |       |
|        | 1987-88 |            |                     |          |                        |                                |       |
|        | 1988-89 |            | RC Cornellà         |          | Gòtics RC              |                                |       |
|        | 1989-90 |            | CN Montjuïc         |          | RC Cornellà            |                                |       |
|        | 1990-91 |            | Enginyers RC        |          | RC Cornellà            |                                |       |
|        | 1991-92 |            | UE Santboiana       |          | Winterthur CN Montjuïc |                                |       |
|        | 1992-93 |            | RC Cornellà Somapsa |          | UE Santboiana CICSA    |                                | [ 1 ] |
|        | 1993-94 |            | Mercabarna BUC      |          | CN Montjuïc            |                                |       |
|        | 1994-95 |            | UE Santboiana       |          | CN Barcelona           |                                |       |
|        | 1995-96 |            | UE Santboiana       |          | Mercabarna BUC         |                                |       |
|        | 1996-97 |            | UE Santboiana       |          | Mercabarna BUC         |                                |       |
|        | 1997-98 |            | UE Santboiana       |          | CN Montjuïc            |                                |       |
|        | 1998-99 |            | UE Santboiana       |          | RC L'Hospitalet        |                                |       |
|        | 1999-00 |            | UE Santboiana       |          | FC Barcelona           |                                |       |
|        | 2000-01 |            | RC Cornellà         |          | CR Bonanova            |                                | [ 1 ] |
|        | 2001-02 |            | CN Montjuïc         |          | RC Cornellà            |                                |       |
|        | 2002-03 |            | FC Barcelona        |          | Gòtics RC              |                                |       |
|        | 2003-04 |            | RC L'Hospitalet     |          | Gòtics RC              |                                |       |
|        | 2004-05 |            | UE Santboiana       |          | CR Universitat         |                                |       |
|        | 2005-06 |            | UE Santboiana       |          | GEiEG                  |                                |       |
|        | 2006-07 |            | UE Santboiana       |          | CR Universitat         |                                |       |
|        | 2007-08 |            | UE Santboiana       |          | RC Sitges              |                                |       |
|        | 2008-09 |            | UE Santboiana       |          | RC Sitges              |                                |       |
|        | 2009-10 |            | RC Sitges           |          | BUC                    |                                |       |
|        | 2010-11 |            | RC Sitges           |          | FC Barcelona           |                                |       |
|        | 2011-12 | 27-05-2012 | RC L'Hospitalet     | 45-8     | RC Sitges              |                                | [ 3 ] |
|        | 2012-13 | 25-05-2013 | RC L'Hospitalet     | 20-13    | Gòtics RC              |                                |       |
|        | 2013-14 | 06-06-2014 | RC L'Hospitalet     | 39-10    | Gòtics RC              | Camp de la Foixarda, Barcelona | [ 4 ] |
|        | 2014-15 | 19-05-2015 | CNPN Enginyers      | 49-25    | RC Sitges              |                                | [ 5 ] |
|        | 2015-16 | 30-05-2016 | BUC                 | 34-16    | Gòtics RC              | Camp de la Foixarda, Barcelona | [ 6 ] |
|        | 2016-17 | 27-05-2017 | FC Barcelona        | 40-25    | CR Sant Cugat          | Camp de la Foixarda, Barcelona | [ 7 ] |

- 1 va jugar la final en darrer instant el RC Sitges degut a la retirada del B.U.C. els dies previs a la final.